# Солістка його величності
«Солістка його величності» — радянський художній німий чорно-білий фільм 1927 року, знятий режисером Михайлом Вернером. Один з перших фільмів студії «Держвійськкіно». Фільм не зберігся.

## Сюжет
Дія фільму відбувається в 1904—1905 роках і показує минуле російського театру, його побут і будні балетної школи. Розповідає про балерину Наташу, що отримала почесне звання «Солістки двору Його Імператорської Величності».

## У ролях
- Галина Кравченко —  Наташа, балерина
- Валентина Куїнджі —  Матильда Плесинська, балерина
- Олександр Гейрот —  Сергій Михайлович, великий князь
- Ольга Кніппер-Чехова —  мати Зубова
- Олександр Крамов —  сенатор Марусевич
- Павло Массальський —  корнет Зубов
- Іван Штраух —  Олександр Некрасов, брат Наташі
- Олена Ільющенко —  Аня Васильєва, подруга Наташі
- Павло Поль —  Міша Марусевич, секретар Матильди
- Володимир Подгорний —  міністр
- Степан Кузнецов —  Микола II
- Микола Плінер —  секретар
- М. Анчаров —  комерсант
- Костянтин Давидовський —  офіцер
- Микола Орлов — епізод
- Володимир Владиславський —  балетмейстер
- Валерій Рязанов —  наречений Аврори

## Знімальна група
- Режисер — Михайло Вернер
- Сценаристи — Сергій Єрмолинський, Михайло Вернер, Володимир Карін
- Оператор — Олександр Лемберг
- Художник — Василь Комарденков